# Spilogona fulvescens
Spilogona fulvescens är en tvåvingeart som först beskrevs av Frederick Wollaston Hutton 1901.  Spilogona fulvescens ingår i släktet Spilogona och familjen husflugor. Inga underarter finns listade i Catalogue of Life.